# (24978) 1998 HJ151
1998 إتش جاي 151 (ويعرف أيضًا باسم (24978) 1998 إتش جاي 151 وفق تسمية الكوكب الصغير) (بالإنجليزية: 1998 HJ151)‏ هو كويكب ضمن حزام الكويكبات؛ وترتيبه 24978 من حيث الاكتشاف.
اكتُشف هذا الجُرم الفلكي بواسطة جين لوو في 28 أبريل 1998.

## وصلات خارجية
- (24978) 1998 HJ151 في قاعدة بيانات مختبر الدفع النفاث لأجرام النظام الشمسي الصغيرة

- الاكتشاف · مخطط المدار ·  العناصر المدارية · المعلمات المادية

- (24978) 1998 HJ151 على موقع ويكي سكاي: DSS2, SDSS, GALEX, IRAS, Hydrogen α, X-Ray, Astrophoto, Sky Map, Articles and images